# لوری کالامی
لوری کالامی (فرانسوی: Laure Calamy‎؛ زادهٔ ۱۹۷۵ میلادی) بازیگر اهل فرانسه است. وی از سال ۲۰۰۱ میلادی تاکنون مشغول فعالیت بوده‌است.
از فیلم‌ها یا برنامه‌های تلویزیونی که وی در آنها نقش داشته‌است می‌توان به نیمکت‌های پارک، دوچرخه‌سواری با مولیر، ویکتوریا، کارگزار مرا خبر کنید!، لیدی جی و عمودی ماندن و پیشگو اشاره کرد.